# Víctor Rodríguez Andrade
Víctor Pablo Rodríguez Andrade (* 2. Mai 1927 in Montevideo, Uruguay; † 19. Mai 1985 ebenda) war ein uruguayischer Fußballspieler.

## Karriere

### Verein
Der im Barrio Sur von Montevideo geborene Neffe des Weltmeisters von 1930, José Leandro Andrade, spielte zunächst für Central, das zur damaligen Zeit noch den Namen Central Fútbol Club trug. 1952 wechselte er dann zu Peñarol, wo er nach dessen plötzlichen Karriereende Washington Ortuño, seinen Ersatzmann bei der Weltmeisterschaft 1950, ersetzte. Mit den Aurinegros wurde er zweimal uruguayischer Landesmeister (1953 und 1954).

### Nationalmannschaft
Andrade absolvierte von seinem Debüt am 2. Dezember 1947 bis zu seinem letzten Einsatz für die Celeste am 5. Juni 1957 42 Länderspiele für die Celeste genannte Nationalmannschaft seines Heimatlandes. Ein Torerfolg war ihm dabei nicht vergönnt. Er nahm an den Weltmeisterschaften 1950 und 1954 teil. Dabei feierte er mit dem Gewinn des Weltmeistertitels 1950 den größten Erfolg seiner Karriere. Ebenfalls war er Mitglied der uruguayischen Mannschaft, die das Turnier bei der Südamerikameisterschaft 1956 als Sieger verließ. Zuvor hatte er bereits die Teilnahme an der Copa América 1947 und 1953 seiner Erfolgsstatistik hinzufügen können.

### Erfolge
- 1950 Weltmeister
- 1954 Vierter der Weltmeisterschaft
- Copa América 1956
- 1953, 1954 Uruguayischer Meister mit Peñarol

## Nach der Karriere
Nachdem Andrade seine Laufbahn als Sportler beendet hatte, ließ er sich in Montevideo nieder und arbeitete 20 Jahre lang als Pförtner im Palacio Legislativo. Einen Monat nach seinem Tod am 19. Mai 1985 widmete ihm der Senator Luis Hierro Gambardella während einer Parlamentssitzung eine Rede. Im Dezember 2005 erschien eine Briefmarke der uruguayischen Post zum 100-jährigen Gründungsjubiläum seines ersten Clubs Central F.C., des späteren Central Español, auf der er gemeinsam mit seinem ehemaligen Mitspieler Luis Rijo sowie seinem damaligen Trainer Juan López abgebildet ist.
Im März 2007 wurde zu Ehren Andrades eine Straße, die Pasaje Víctor Rodríguez Andrade im montevideanischen Stadtviertel Barrio Sur nach ihm benannt.